# Centro Internacional de Convenções e Exposições Suntec de Singapura

O Centro Internacional de Convenções e Exibições Suntec de Singapura (em chinês: 新达城新加坡国际会议展览中心), da marca Suntec Singapura, foi oficialmente aberto em 30 de agosto de 1995 como parte do desenvolvimento da Suntec City no Centro Marina em Singapura. Anteriormente conhecido como Centro Internacional de Convenções e Exibições de Singapura, o seu nome atual foi adotado a 29 de outubro de 2001.

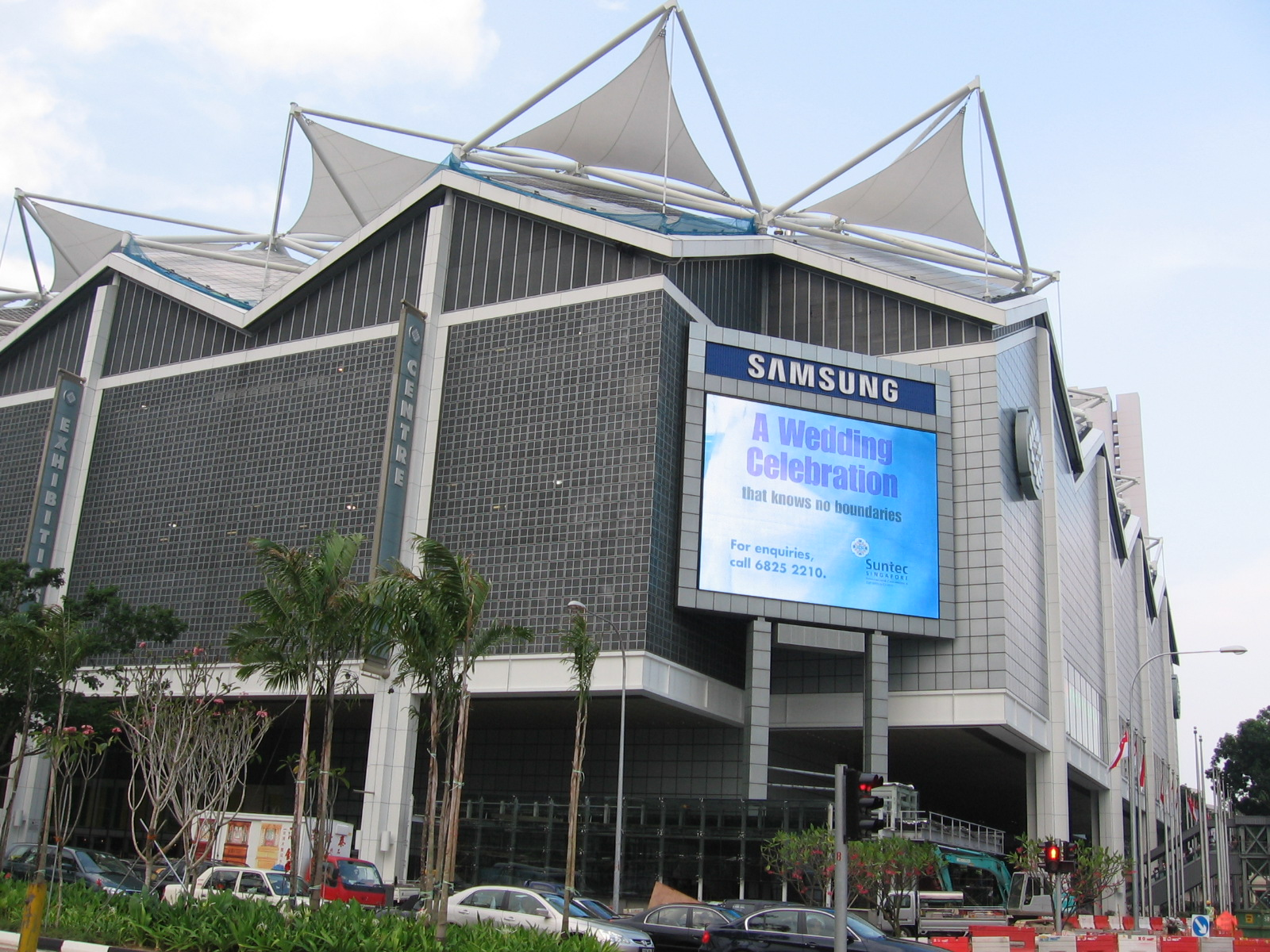
Fachada Exterior do Centro Internacional de Convenções e Exibições Suntec Singapura

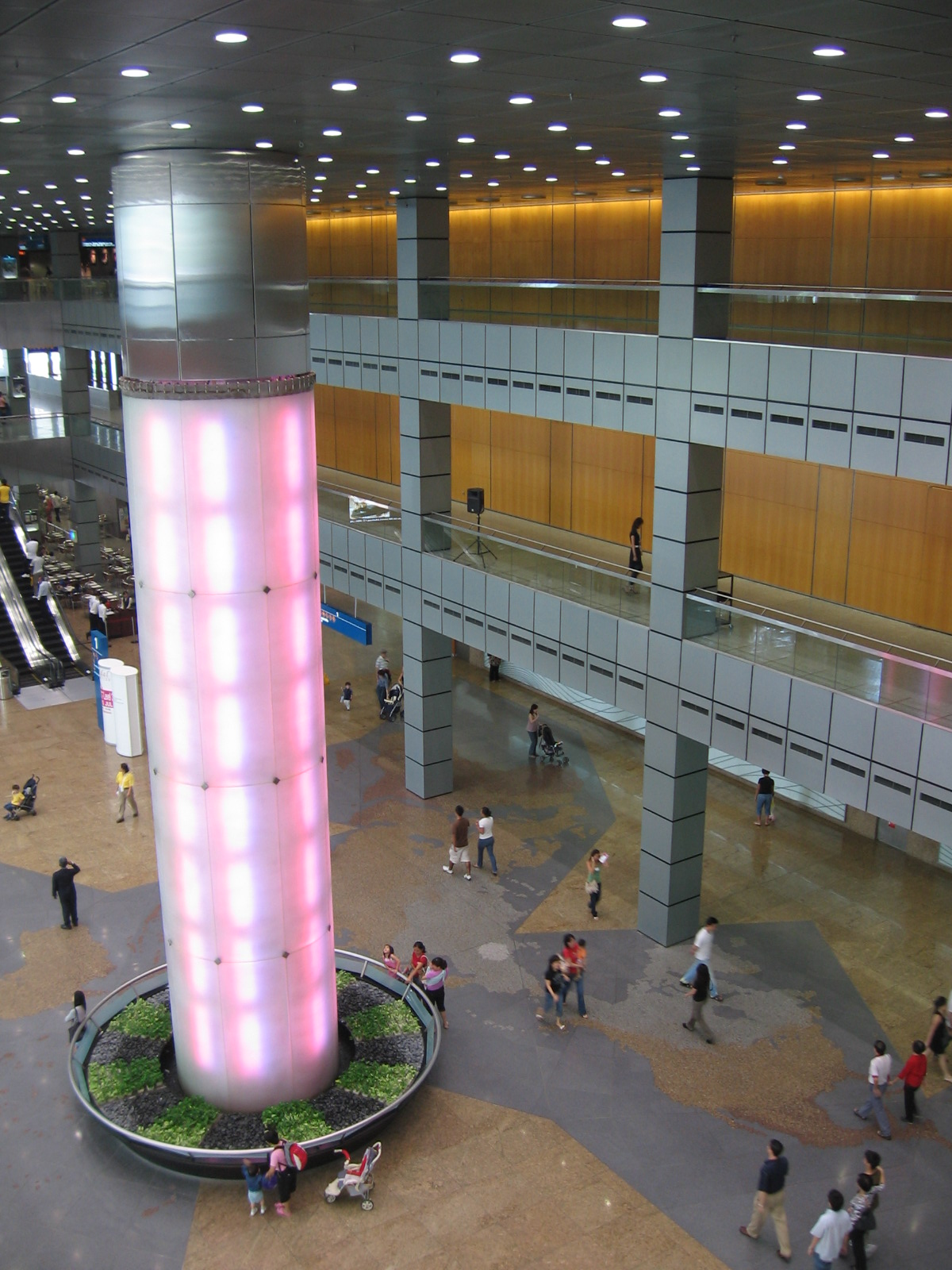
Rés-do-chão do Centro Internacional de Convenções e Exibições Suntec Singapura

## Instalações
Com espaço de 93 000 m², o centro está localizado no "Central Business District" de Singapura. Possui o maior espaço livre de colunas da Ásia, sob a forma de um pavilhão de convenções multi-ocasiões com doze mil metros quadrados de espaço. O pavilhão de exibições oferece outros 12000 m² de espaço, que podem ser subdivididos em 3 pavilhões mais pequenos.

## Eventos
Muitos eventos de alto perfil e exibições tiveram lugar neste edifício, incluindo a Conferência Ministral WTO de 1996, que foi realizado apenas 1 ano após a construção estar acabada. A cimeira da Economia do Este Asiático do Fórum Económico Mundial foi aqui realizada muitas vezes. Outos eventos de destaque incluem Exposições de Casinos Asiáticos, o CAREER, o IT Show, o Modern-Living, o NATAS Travel Fair, o Singapore Motorshow, o VoiceComm, o Festival Gastronómico Internacional, o Campeonato de Estampas Mundial, a Exposição Asiática IAAPA, o Congresso Mundial da Síndrome de Down, e o World Cyber Games.
Em 2006, muitos eventos em Singapura, incluindo as 61ªs Reuniões Anuais das Direcções dos Governadores do Fundo Monetário Internaciona e do Grupo Bancário Mundial, foram realizados neste espaço. Muitos eventos dos Jogos Olímpicos da Juventude de 2010 foram também realizados neste centro de convenções.